# Ясинзай, Амануллах Хан
Амануллах Хан Ясинзай (англ. Amanullah Khan Yasinzai; род. 7 августа 1954, Кветта, Белуджистан) — государственный и политический деятель Пакистана. Являлся 24-м губернатором Белуджистана. Бывший председатель Высокого суда Белуджистана.

## Биография
Родился 7 августа 1954 года в Кветте. Получил степень бакалавра и магистра в Христианском колледже имени Формана в Лахоре. С 27 января 1997 года по 5 августа 2009 года был судьёй Высокого суда Белуджистана. Занимал должность председателя Высокого суда Белуджистана с 14 сентября 2005 года до своей отставки в 2009 году.
В ноябре 2007 года принёс присягу в соответствии с Временным конституционным порядком, когда президент Пакистана Первез Мушарраф объявил чрезвычайное положение. Ушёл с должности председателя Высокого суда Белуджистана, чтобы избежать упоминаний в Верховном судебном совете Пакистана, после решения Верховного суда по делу судей Временного конституционного порядка.
3 октября 2018 года был назначен 24-м губернатором Белуджистана президентом Пакистана Арифом Алви по предложению премьер-министра Пакистана Имрана Хана. Принёс присягу губернатора Белуджистана 4 октября 2018 года.

## Примечание
1. 1 2  Shah, Syed Ali (3 октября 2018). Retired justice Amanullah Yasinzai appointed Balochistan governor. Dawn. Архивировано 24 декабря 2018. Дата обращения: 1 октября 2020.
2. ↑  Kasi, Amanullah (5 августа 2009). CJ, other judges of BHC resign. Dawn. Архивировано 24 декабря 2018. Дата обращения: 1 октября 2020.
3. ↑  Justice (retd) Amanullah Khan Yasinzai appointed Balochistan governor. Geo News. 3 октября 2018. Архивировано 24 декабря 2018. Дата обращения: 1 октября 2020.
4. ↑  Amanullah Khan Yasinzai takes oath as Balochistan governor. Dunya News. 4 октября 2018. Архивировано 24 декабря 2018. Дата обращения: 1 октября 2020.